# Lancok (Samalanga)
Lancok is een bestuurslaag in het regentschap Bireuen van de provincie Atjeh, Indonesië. Lancok telt 442 inwoners (volkstelling 2010).